# Кристина Рах
Кристина Рах (Дубаи, 25. септембар 2007) еритрејска је пливачица, учесница олимпијских игара и национална рекордерка, чија ужа специјалности су спринтерске трке слободним и леђним стилом. 
Носила је заставу Еритреје на церемонији отварања Летњих олимпијских игара 2024. у Паризу. Прва је жена у историји еритрејског пливања која се такмичила на Олимпијским играма у том спорту. 

## Спортска каријера
Кристина је рођена и одрасла у Дубаију, у Уједињеним Арапским Емиратима, у породици мешовитог немачко-еритрејског порекла. Љубав према спортским такмичењима је наследила од оца који се професионално бавио хокејом на леду. Убрзо након што је научила да плива почела је и са озбиљнијим пливачким тренинзима, а након завршене основне школе добила је спортску стипендију на GEMS Wellington Academy у Дубаију.
Године 2023. добила је држављанство Еритреје, што јој је омогућило да се у будућности такмичи под заставом државе одакле је њена мајка. У новембру исте године успешно је дебитовала на међународној пливачкој сцени, пошто је на Афричком зонском првенству (зоне 3) у Кигалију освојила две златне (на 50 леђно и 100 слободно) и 1 сребрну медаљу (на 50 слободно). Биле су то уједно и прве медаље у историји за еритрејско женско пливање. 
Свега пар месеци касније дебитовала је на Светском првенству у Дохи, где је у веома јакој конкуренцији остварила пласмане на 66. место у трци на 50 слободно (у конкуренцији 109 такмичрки) и 54. место на 100 слободно (у конкуренцији 85 такмичарки). Непуних месец дана касније по први пут је наступила на Панафричким играма у Акри, али није успела да се пласира у финала трка на 50 и 100 слободно. 
Захваљујући специјалној позивници учествовала је на Олимпијским играма у Паризу 2024. године. У Паризу је пливала у квалификацијама трке на 50 метара слободним стилом. Наступила је у петој квалификационој групи где је пливала у стази 7, и са временом од 27.20 секунди заузела је друго место у својој квалификационој групи, односно укупно 41. место у конкуренцији 79 такмичарки. Био је то уједно и њен нови лични рекорд у тој дисциплини. Пре самог такмичења појавила се на свечаној церемонији отварања, где је заједно са бициклистом Биниамом Гирмајем носила заставу своје земље. 